# Héron (Belgio)
Héron è un comune belga di 4 530 abitanti, situato nella provincia vallona di Liegi.